# Bibliothek des Aššurbanipal
Die über 25.000 Tontafeln umfassende Bibliothek des Aššurbanipal (auch Aschschurbanipal, Assurbanipal) in Ninive ist die größte bekannte Sammlung literarischer Werke des Alten Orients und gehört zu den bedeutendsten Funden der Assyriologie, aus der ein immenses Wissen über die Kulturen des alten Mesopotamien geschöpft werden kann und die einen großen Beitrag zur Entzifferung der Keilschrift lieferte. Sie ist Teil der assyrischen Staatsarchive. Die Sammlung wurde als Palastbibliothek angelegt von Aššurbanipal, neuassyrischer König von 669 v. Chr. bis 631/627 v. Chr.

## Aufbau der Bibliothek

### Inhalt
König Aššurbanipal brachte an seinem Hof eine Bibliothek zusammen, die das gesamte Wissen der damaligen Zeit repräsentierte. Dieses Wissen war stark von Magie, dunklem Glauben und Zauber bestimmt, was bedeutet, dass der größte Teil der Bibliothek durch Werke der Beschwörungs-, Omen- und Ritualwissenschaft gefüllt war. So trug der reiche Bestand an medizinischen Werken einen starken medizinisch-zauberischen Charakter.
Ebenfalls befanden sich in dieser antiken Bibliothek eine Vielzahl an Werken der Mathematik, Philosophie und der Philologie.
Besonders hervorzuheben sind jedoch die episch-mythischen Erzählungen (wie zum Beispiel Abschriften des berühmten Gilgamesch-Epos sowie des babylonischen Schöpfungsmythos Enûma elîsch). Es fanden sich aber auch Gebete, Lieder, Rechtsurkunden, wie eine Abschrift des Codex Hammurapi, Wirtschafts- und Verwaltungstexte, Briefe, Verträge, astronomische und historische Texte, politische Palastnotizen, Königslisten wie auch poetische Literatur.
Die Texte sind im assyrischen und babylonischen Dialekt der akkadischen Sprache und auch in Sumerisch abgefasst. Zahlreiche Texte liegen sowohl in sumerischer als auch in akkadischer Sprache vor, darunter enzyklopädische Werke und Wörterbücher. Für einen einzigen Text wurden sechs Abschriften erstellt, was eine große Hilfe bei ihrer Entzifferung darstellte. Insgesamt stellt die Bibliothek des Aššurbanipal die größte bislang bekannte Sammlung akkadischer Literatur dar.

### Entstehung
Ihre Entstehung geht direkt auf den neuassyrischen König Aššurbanipal zurück, sein Interesse an geschriebenen Texten ließ ihn die Tontafelsammlung in seinem Palast anlegen. Schon seine Vorgänger Tiglat-pileser I. und Sargon II. legten kleine Palastbibliotheken an, doch keiner entfaltete einen solchen Sammeleifer wie Aššurbanipal. Es wurden Schreiber in die verschiedenen Teile des Reiches entsandt, um dort Abschriften von allen Texten anzufertigen, oder Aššurbanipal bestellte von den größeren Archiven der Tempel (z. B. in Babylon) Abschriften, welche die Priester dann anfertigten und nach Ninive schickten. Manchmal ließ er jedoch auf seinen Feldzügen auch ganze Tontafelsammlungen beschlagnahmen und in seine Hauptstadt verschleppen. Stets war er auf die Erweiterung seiner Bibliothek bedacht.

### Verwaltung
Zahlreiche lexikalische Listen und Kommentare bezeugen, wie sehr man am Hof um die Archivierung und Bearbeitung der Texte und auch das Studium von Schrift und Sprache bemüht war. Darüber hinaus lag Aššurbanipal auch viel an der Ordnung in seiner Bibliothek. Jede Tafel wurde mit seinem Namen versehen, außerdem sind in den Kolophonen auch die Originaltafeln angeführt, nach denen die Abschrift erstellt wurde. Des Weiteren enthielten die Kolophone die Anfangszeile der folgenden Tafel, die Nummer der Tafel in einem Gesamtwerk, den Werktitel (meist identisch zu den Anfangsworten), Angaben zur Vollständigkeit der Tafel und zum Schreiber. Vermutlich wurden zur Orientierung im Bestand Etikettentäfelchen verwendet, die an Tafelbehältnisse angelehnt wurden und auf denen der Titel des im Behältnis enthaltenen Werks stand. Neuerwerbungen wurden detailliert verbucht, die Bibliothek enthielt einst hunderte „Kodizes“ (mit Wachs überzogene Klapptafeln, die mehrfach beschrieben werden konnten), wie aus Aufzeichnungen hervorgeht, jedoch blieb keine dieser Tafeln erhalten.

## Auswirkungen
Das ungewöhnliche Interesse Aššurbanipals erhielt der Nachwelt einige bedeutende Werke der Keilschriftliteratur. In einigen Fällen sind die wesentlich älteren Texte nur durch Abschriften aus seiner Bibliothek überliefert.
Aššurbanipal rühmte sich, als einziger assyrischer König Keilschrift lesen und schreiben zu können. Er schrieb über sich selbst: „Ich habe gelernt, was der weise Adapa gebracht hat, habe mir den verborgenen Schatz, die gesamte Tafelschreiberkunst angeeignet, bin in die Wissenschaft von den Vorzeichen am Himmel und auf der Erde eingeweiht, diskutiere in der Versammlung der Gelehrten, deute mit den erfahrensten Leberschauern die Leberomina. Ich kann komplizierte, undurchsichtige Divisions- und Multiplikationsaufgaben lösen, habe schon immer kunstvoll geschriebene Tafeln in schwer verständlichem Sumerisch und mühsam zu entzifferndem Akkadisch gelesen, habe Einblick in die Schriftsteine aus der Zeit vor der Sintflut, die ganz und gar unverständlich sind.“
Auch Aššurbanipals Königsinschriften zeichnen sich durch besondere literarische Qualität aus.
Der Kern der Tontafelsammlung wurde im 19. Jahrhundert im Nordwestpalast von Ninive ausgegraben und befindet sich heute im Britischen Museum. Noch heute arbeiten Wissenschaftler an der Zusammenpassung einzelner der insgesamt 20.000 Fragmente zu den Tafeln (engl. joins), der Sortierung und Entzifferung.

## Bilder

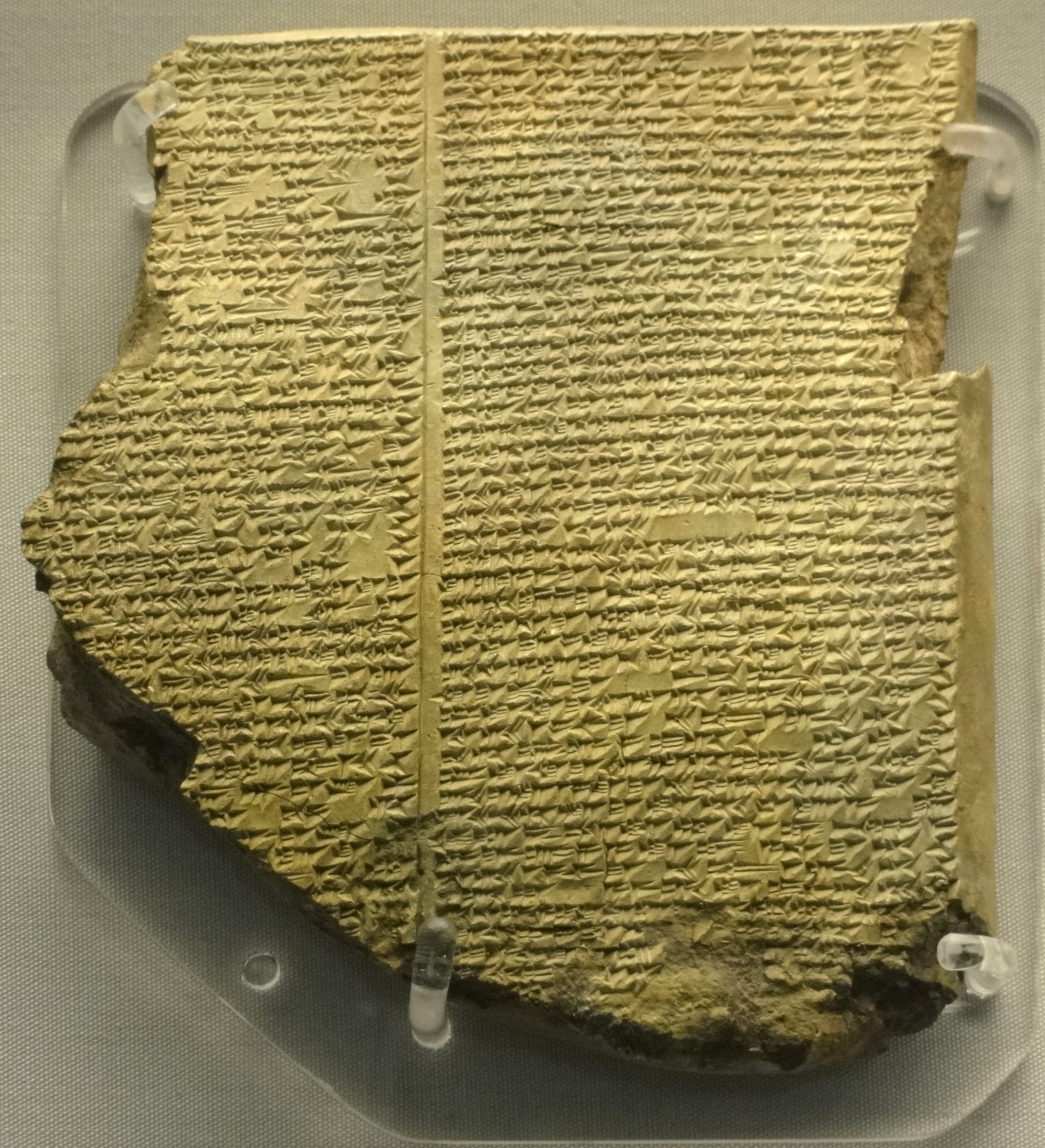
Tafel mit einem Teil des Gilgamesch-Epos (Tafel 11, die Sintflut-Erzählung)
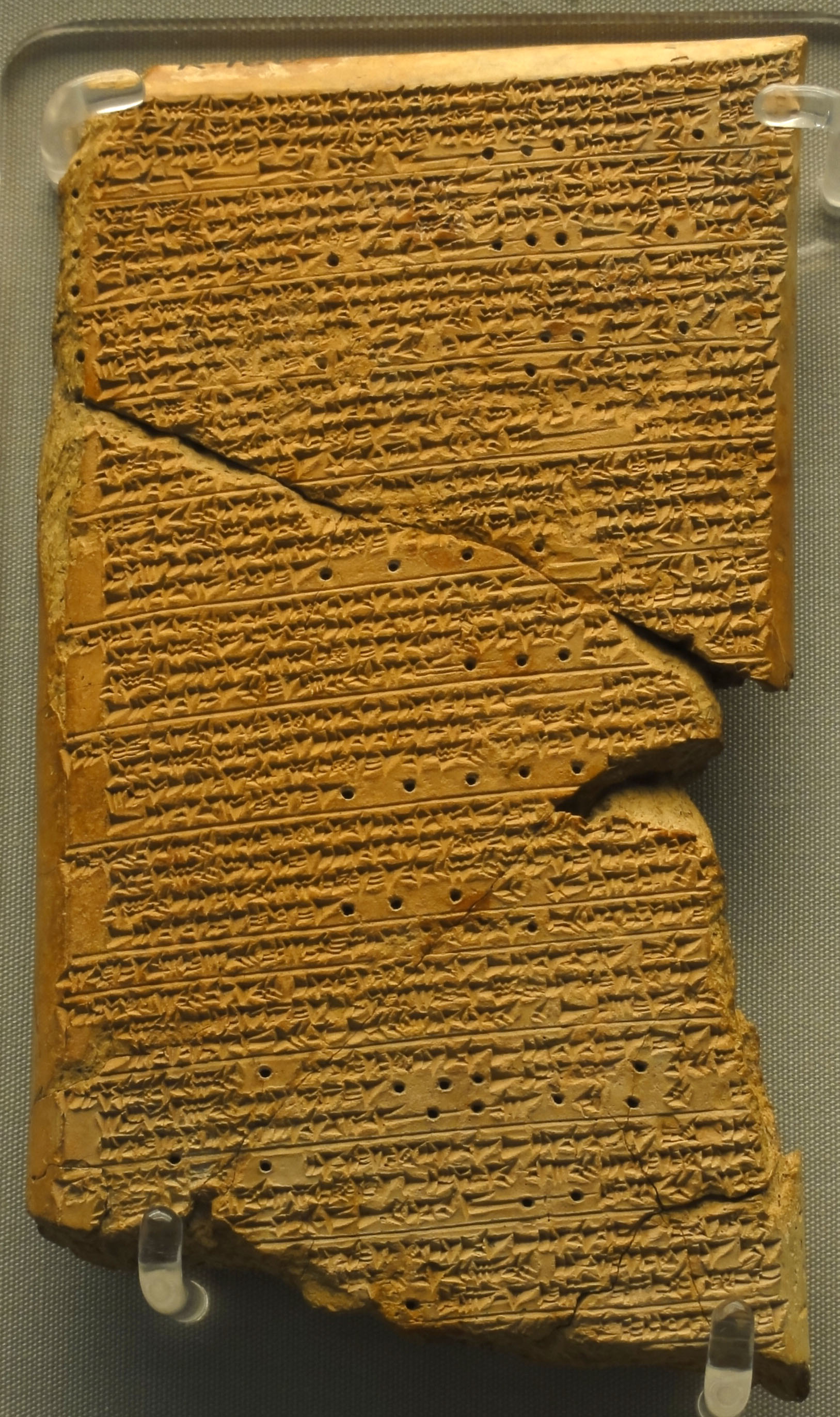
„Venus-Tafel von Ammisaduqa“ mit astrologischen Vorhersagen
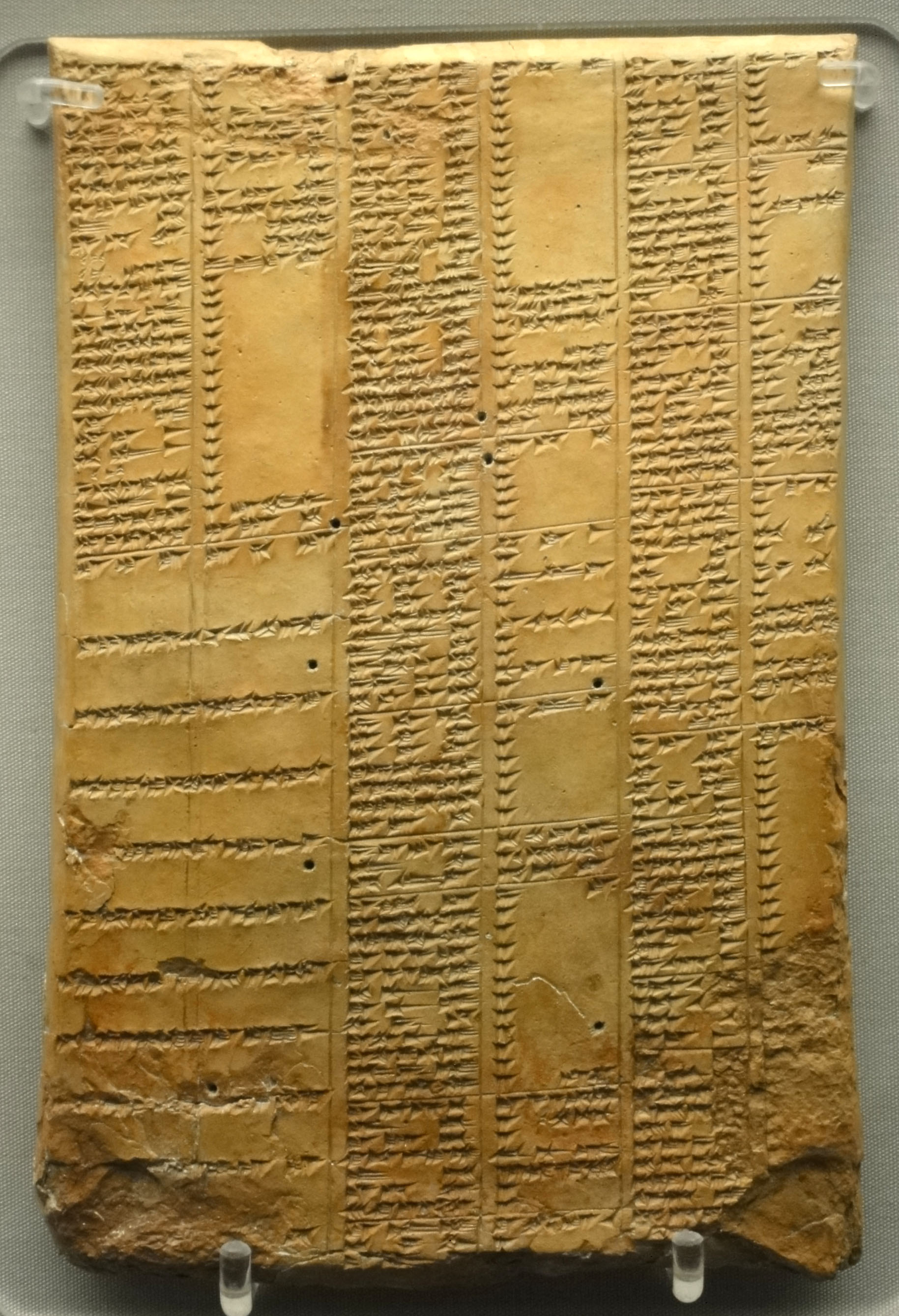
Tafel mit Synonymen